# Mengeringhausen
Mengeringhausen ist eine ehemals selbstständige Stadt und seit 1974 ein Stadtteil der Kleinstadt Bad Arolsen im nordhessischen Landkreis Waldeck-Frankenberg. Nach Einwohnerzahl ist es nach der Kernstadt der zweitgrößte, nach Fläche der größte Stadtteil von Bad Arolsen.

## Geographische Lage
Mengeringhausen liegt im Waldecker Land südwestlich der Bad Arolser Kernstadt; die beiden Ortskerne sind etwa 2,5 km voneinander entfernt. Durchflossen wird die auf 270 bis 355 m ü. NHN gelegene ehemalige Stadt von der Aar, in welche etwas östlich der Ortschaft die Mengeringhausen nördlich passierende Thiele mündet. Östlich vorbei führen die nach Bad Arolsen verlaufende Bundesstraße 252 und im Abschnitt Bad Arolsen–Korbach die Bahnstrecke Warburg–Sarnau; nördlich liegt der Segelflugplatz Mengeringhausen.

## Geschichte

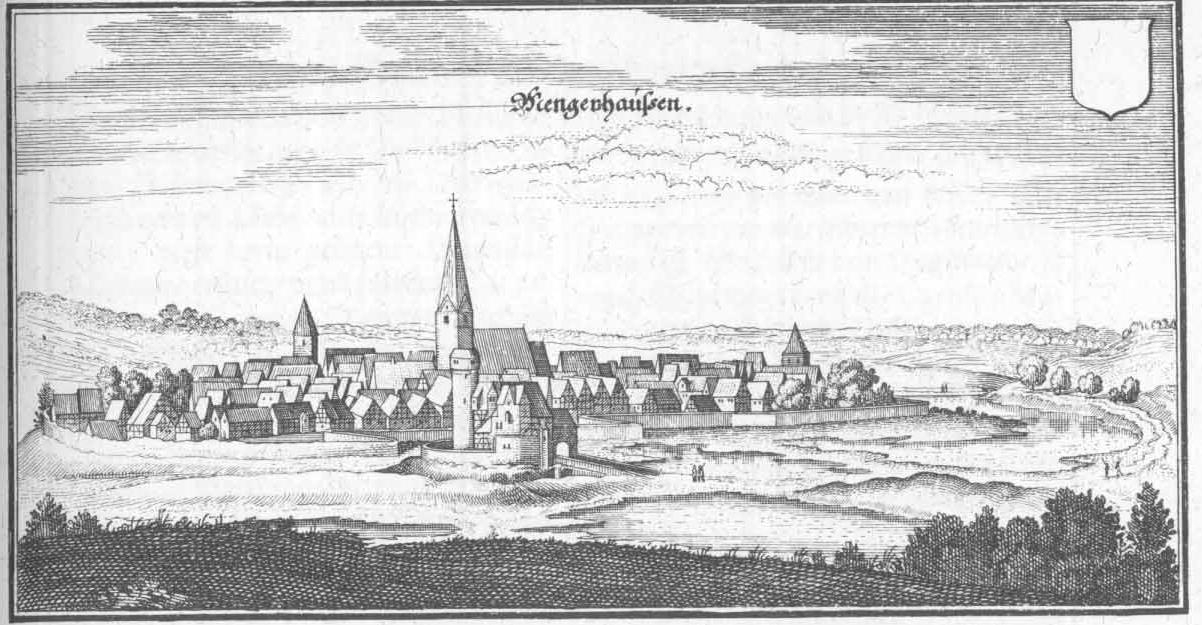
Mengeringhausen – Auszug aus der „Topographia Hassiae“ von Matthäus Merian 1655

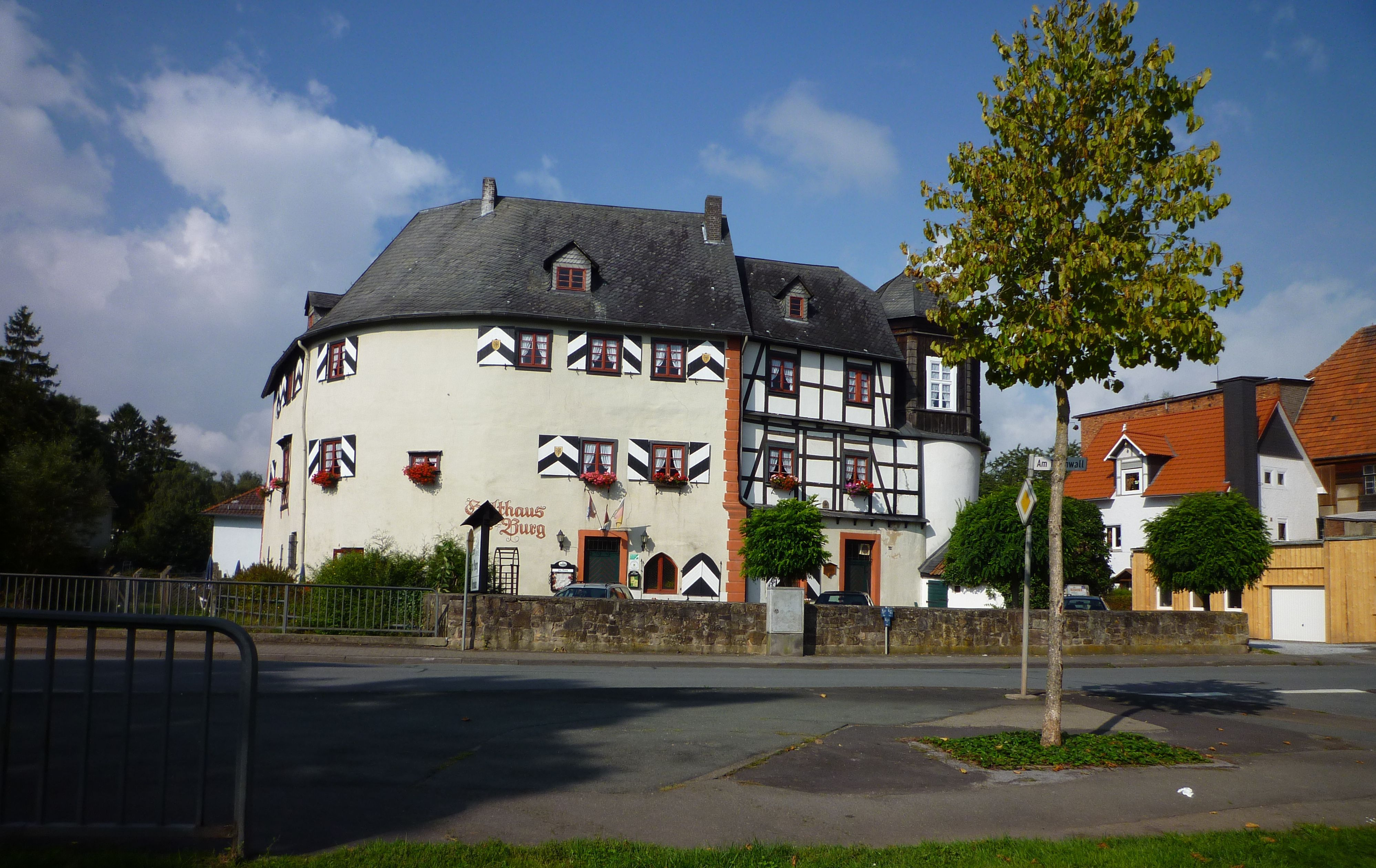
Ehemalige Burg Mengeringhausen

### Ortsgeschichte
Mengeringhausen wurde als „Stadt Mengrinchugen“ 1234 bekanntermaßen erstmals urkundlich erwähnt und hatte wohl bereits Stadtrechte. Die Burg Mengeringhausen war im Besitz der Grafen von Waldeck. Im Jahr 1500 brandschatzte und plünderte Rabe von Canstein zur Fastnacht Ort und Burg. Hintergrund war eine alte Fehde mit den Grafen von Waldeck wegen Grenzstreitigkeiten. Daraufhin wurde die Stadtmauer verstärkt und offenbar die Schützenbruderschaft St. Sebastianus ins Leben gerufen. Von 1689 bis 1728 war Mengeringhausen Sitz der ersten Waldecker Landkanzlei. In Mengeringhausen befand sich von 1925 bis 1937 eine Bezirksfortbildungsschule.
Hessische Gebietsreform (1970–1977)
Zum 1. Januar 1974 wurde die Stadt Mengeringhausen im Zuge der Gebietsreform in Hessen kraft Landesgesetz in die Stadt Arolsen eingemeindet. Für Mengeringhausen, wie für alle durch die Gebietsreform eingegliederten Gemeinden, wurden Ortsbezirke mit Ortsbeirat und Ortsvorsteher nach der Hessischen Gemeindeordnung gebildet.

### Verwaltungsgeschichte im Überblick
Die folgende Liste zeigt die Staaten und Verwaltungseinheiten, denen Mengeringhausen angehörte:
- 1239: Heiliges Römisches Reich, Grafschaft Everstein, Gericht Donnersberg
- 1537 und später: Heiliges Römisches Reich, Grafschaft Waldeck, Amt Mengeringhausen (später Amt Arolsen)
- ab 1712: Heiliges Römisches Reich, Fürstentum Waldeck, Amt Arolsen
- ab 1807: Fürstentum Waldeck, Amt Arolsen
- ab 1815: Fürstentum Waldeck, Oberamt der Diemel
- ab 1816: Fürstentum Waldeck, Oberjustizamt der Diemel
- ab 1850: Fürstentum Waldeck-Pyrmont (seit 1849), Kreis der Twiste[Anm. 1]
- ab 1867: Fürstentum Waldeck-Pyrmont (Akzessionsvertrag mit Preußen), Kreis der Twiste
- ab 1871: Deutsches Reich, Fürstentum Waldeck-Pyrmont, Kreis der Twiste
- ab 1919: Deutsches Reich, Freistaat Waldeck-Pyrmont, Kreis der Twiste
- ab 1929: Deutsches Reich, Freistaat Preußen, Provinz Hessen-Nassau, Regierungsbezirk Kassel, Kreis der Twiste
- ab 1942: Deutsches Reich, Freistaat Preußen, Provinz Hessen-Nassau, Regierungsbezirk Kassel, Landkreis Waldeck
- ab 1944: Deutsches Reich, Freistaat Preußen, Provinz Kurhessen, Regierungsbezirk Kassel, Landkreis Waldeck
- ab 1945: Amerikanische Besatzungszone, Groß-Hessen, Regierungsbezirk Kassel, Landkreis Waldeck
- ab 1946: Amerikanische Besatzungszone, Hessen, Regierungsbezirk Kassel, Landkreis Waldeck
- ab 1949: Bundesrepublik Deutschland, Hessen, Regierungsbezirk Kassel, Landkreis Waldeck
- ab 1974: Bundesrepublik Deutschland, Hessen, Regierungsbezirk Kassel, Landkreis Waldeck-Frankenberg, Stadt Bad Arolsen[Anm. 2]

### Bevölkerung
Einwohnerstruktur 2011
Nach den Erhebungen des Zensus 2011 lebten am Stichtag dem 9. Mai 2011 in Mengeringhausen 3204 Einwohner. Darunter waren 120 (3,7 %) Ausländer. Nach dem Lebensalter waren 546 Einwohner unter 18 Jahren, 1317 waren zwischen 18 und 49, 675 zwischen 50 und 64 und 666 Einwohner waren älter. Die Einwohner lebten in 1491 Haushalten. Davon waren 495 Singlehaushalte, 426 Paare ohne Kinder und 387 Paare mit Kindern, sowie 147 Alleinerziehende und 36 Wohngemeinschaften. In 333 Haushalten lebten ausschließlich Senioren und in 999 Haushaltungen leben keine Senioren.
Einwohnerentwicklung
 Quelle: Historisches Ortslexikon
- 1620: 240 Häuser
- 1650: 139 Häuser
- 1738: 230 Häuser
- 1770: 264 Häuser, 1102 Einwohner

| Mengeringhausen: Einwohnerzahlen von 1770 bis 2015 | Mengeringhausen: Einwohnerzahlen von 1770 bis 2015 | Mengeringhausen: Einwohnerzahlen von 1770 bis 2015 | Mengeringhausen: Einwohnerzahlen von 1770 bis 2015 | Mengeringhausen: Einwohnerzahlen von 1770 bis 2015 |
| --- | -------------------------------------------------- | -------------------------------------------------- | -------------------------------------------------- | -------------------------------------------------- |
| Jahr |                                                    |                                                    |                                                    | Einwohner                                          |
| 1770 | 1770                                               |                                                    | 1.102                                              | 1.102                                              |
| 1834 | 1834                                               |                                                    | 1.951                                              | 1.951                                              |
| 1840 | 1840                                               |                                                    | 1.893                                              | 1.893                                              |
| 1846 | 1846                                               |                                                    | 1.633                                              | 1.633                                              |
| 1852 | 1852                                               |                                                    | 1.843                                              | 1.843                                              |
| 1858 | 1858                                               |                                                    | 1.661                                              | 1.661                                              |
| 1864 | 1864                                               |                                                    | 1.729                                              | 1.729                                              |
| 1871 | 1871                                               |                                                    | 1.416                                              | 1.416                                              |
| 1875 | 1875                                               |                                                    | 1.333                                              | 1.333                                              |
| 1885 | 1885                                               |                                                    | 1.329                                              | 1.329                                              |
| 1895 | 1895                                               |                                                    | 1.442                                              | 1.442                                              |
| 1905 | 1905                                               |                                                    | 1.399                                              | 1.399                                              |
| 1910 | 1910                                               |                                                    | 1.380                                              | 1.380                                              |
| 1925 | 1925                                               |                                                    | 1.506                                              | 1.506                                              |
| 1939 | 1939                                               |                                                    | 1.653                                              | 1.653                                              |
| 1946 | 1946                                               |                                                    | 2.414                                              | 2.414                                              |
| 1950 | 1950                                               |                                                    | 2.557                                              | 2.557                                              |
| 1956 | 1956                                               |                                                    | 2.461                                              | 2.461                                              |
| 1961 | 1961                                               |                                                    | 2.419                                              | 2.419                                              |
| 1967 | 1967                                               |                                                    | 3.418                                              | 3.418                                              |
| 2011 | 2011                                               |                                                    | 3.204                                              | 3.204                                              |
| 2015 | 2015                                               |                                                    | 3.282                                              | 3.282                                              |
| Datenquelle: Historisches Gemeindeverzeichnis für Hessen: Die Bevölkerung der Gemeinden 1834 bis 1967. Wiesbaden: Hessisches Statistisches Landesamt, 1968. Weitere Quellen: LAGIS; Zensus 2011 |                                                    |                                                    |                                                    |                                                    |

Historische Religionszugehörigkeit
| • 1885: | 1361 evangelische (= 94,38 %), 45 katholischer (= 3,12 %), 7 anderes christliche-konfessionelle (= 0,49 %), 29 jüdische (= 2,01 %) Einwohner |
| • 1961: | 1977 evangelische (= 81,73 %), 367 katholische (= 15,17 %) Einwohner                                                                         |

## Kultur und Sehenswürdigkeiten

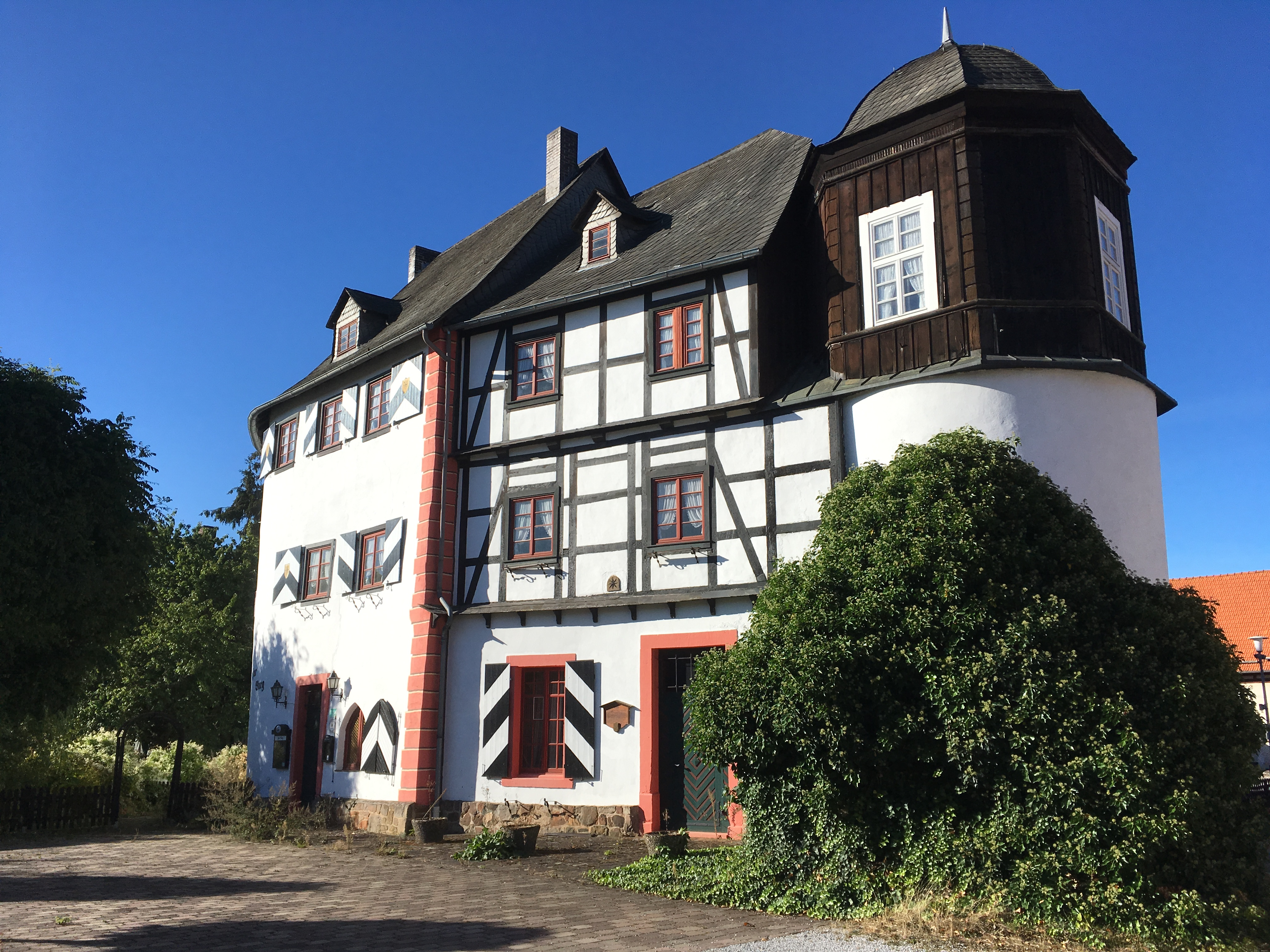
Die ehemalige Burg im Jahr 2018

### Burg Mengeringhausen
Die Anfänge der Burg Mengeringhausen liegen im 13. Jahrhundert; erstmals urkundlich erwähnt wird sie im Jahr 1382. Von der einstigen Befestigung der mittelalterlichen Wasserburg der Grafen von Waldeck ist auf den ersten Blick nur noch wenig auszumachen. Von 1696 bis 1728 war die Burg Sitz der waldeckischen Regierung, die Behörden zogen danach in die neu entstandene Residenz Arolsen. Nach einigen Bränden, unter anderem in den Jahren 1929 und 1960, präsentiert sich das Gebäude heute renoviert; es wurde bis Mitte 2018 als Hotel und Restaurant genutzt. Die Burg wurde 2019 verkauft.

### St.-Georg-Kirche

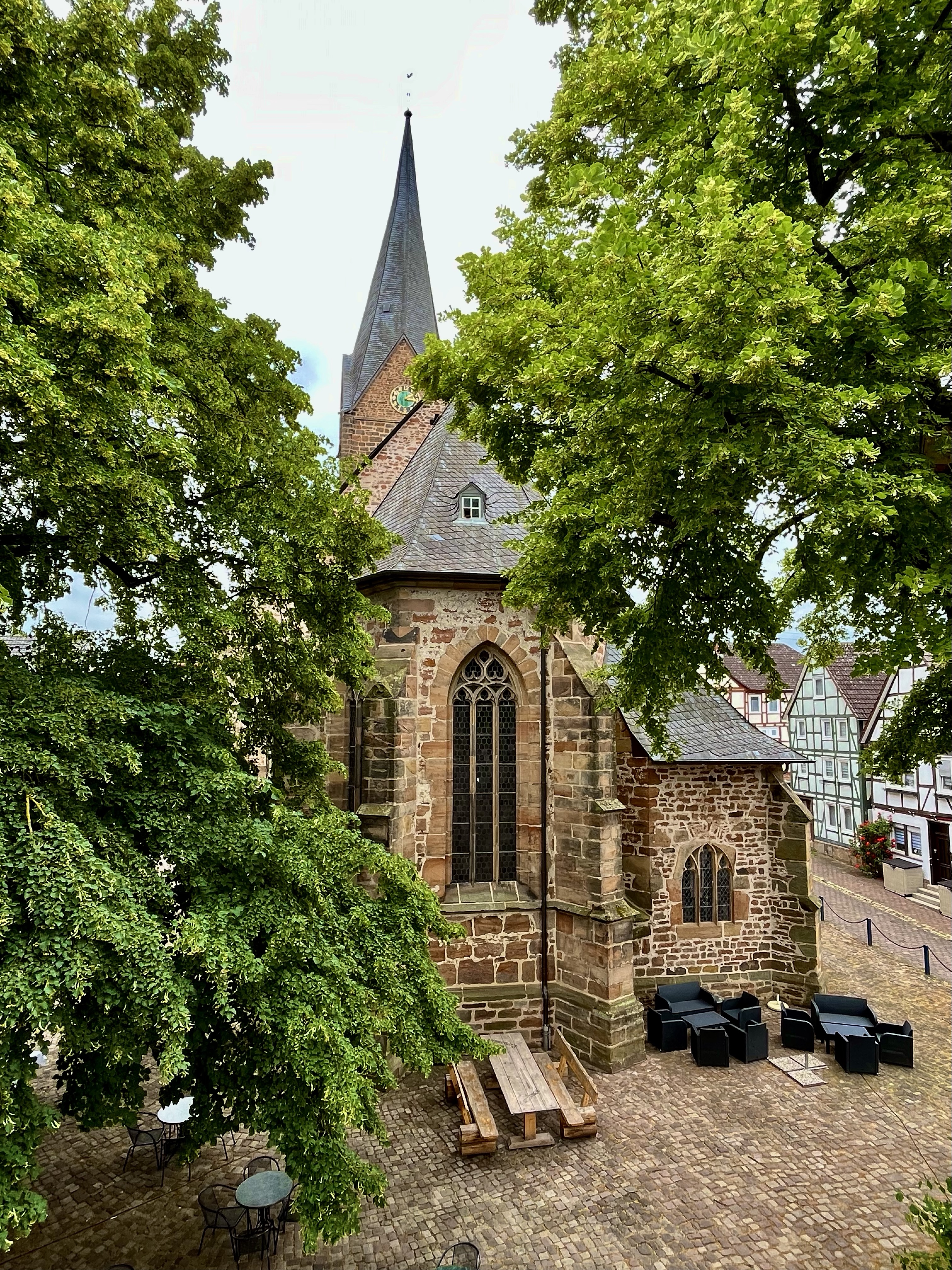

Die St.-Georg-Kirche ist eine für das späte Mittelalter typische gotische Hallenkirche, die im Jahr 1423 fertiggestellt wurde, nachdem der Vorgängerbau im Jahr 1347 durch einen Brand, dem auch das Rathaus und viele weitere Häuser zum Opfer fielen, zerstört wurde. Von diesem Vorgängerbau sind keine Spuren mehr vorhanden. Mit dem spitzen, schiefen verdrehten Turm aus der Entstehungszeit, gilt sie als Wahrzeichen Mengeringhausens. Der barocke Hochaltar ist vermutlich um 1680 entstanden und wird dem Mengeringhäuser Schreiner Berthold Jost Tamm zugeschrieben. Er ist drei Meter breit und sieben Meter hoch. Die Ölgemälde zeigen das Letzte Abendmahl und den Garten Gethsemane. Die reichen Schnitzereien zeigen Putten, Fruchtgehänge, Girlanden und sieben kunstvoll geschnitzte Skulpturen werden dem Bildhauer Heinrich Papen zugeschrieben, der auch den Hochaltar im Fritzlarer Dom geschaffen hat. Die Deckenmalereien, sowie die Bilder an der Nord- und Südwand des Chores wurden um 1572 von Friedrich Thorwart geschaffen. Die heutige Orgel stammt aus dem Jahr 1843 und wurde vom Korbacher Orgelbauer Jacob Vogt erbaut. Das älteste Kunstwerk ist der Aufsatz eines Wandtabernakels aus der Mitte des 14. Jahrhunderts.

### Bismarckwarte

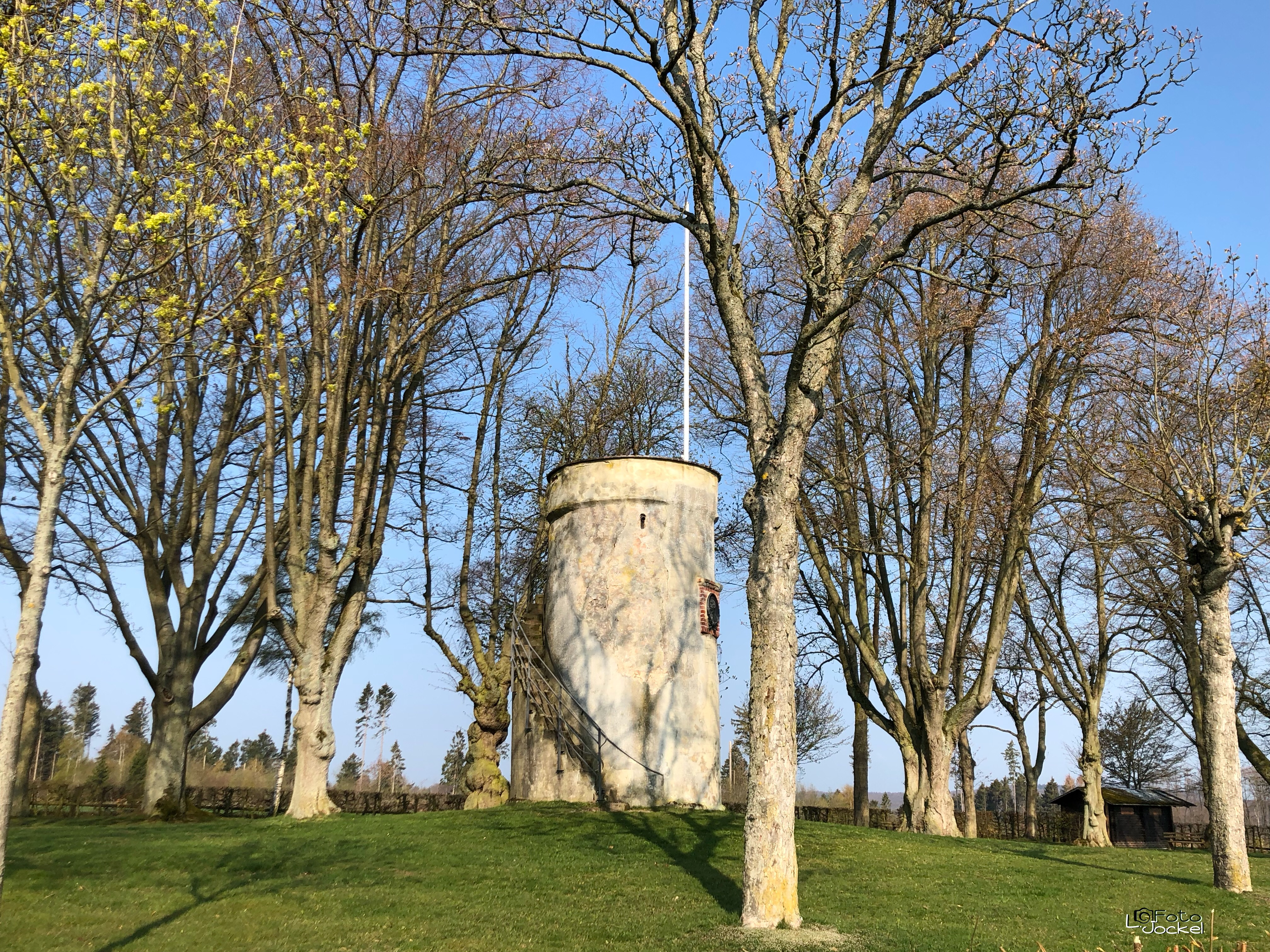
Die Bismarckwarte

Am 4. Juni 1882 wurde etwa 850 m nordnordöstlich vom Gipfel der südwestlich von Mengeringhausen gelegenen Matzenhöhe (ca. 385 m) anstelle der eingestürzten Mengeringhäuser Warte die Warte eingeweiht. Im Zuge der Bismarckbegeisterung wurde 1902 ein Bismarck-Medaillon angebracht und der 10 m hohe Turm in Bismarckwarte umbenannt. Diese Warte ist als letzte von drei historischen Beobachtungstürmen der einstigen Stadt Mengeringhausen erhalten.

## Regelmäßige Veranstaltungen
Das Freischießen ist ein großes Volksfest und wird alle sieben Jahre (das nächste, pandemie-bedingt verschoben nach 2024) mit verschiedenen spätmittelalterlich und frühneuzeitlich kostümierten Gruppen in mehreren großen Festzügen gefeiert. Es erinnert an die erstmalige Erwähnung der Mengeringhäuser Schützengesellschaft St. Sebastiani 1502. Dabei wird das eigens für das Freischießen geschriebene Schauspiel „Treue um Treue“ aufgeführt, das an den Überfall des Ritters Rabe von Canstein auf die Stadt erinnert.

## Wappen und Flagge
| DEU Mengeringhausen COA.svg | Blasonierung: „In Gold aus einem unterhalben, achtstrahligen schwarzen Stern wachsend ein blau gerüsteter, silbern nimbierter, blonder, silberner Heiliger (heiliger Georg) mit blauem Schwert in der Rechten und silbernem Schild mit durchgehendem roten Kreuz in der Linken.“ |
| DEU Mengeringhausen COA.svg | Wappenbegründung: Die ältesten Siegel sowohl der Altstadt (Stadtrechte 1301) als auch der Neustadt (Stadtrechte 1390) zeigen eine Stadtansicht mit einem kleinen Schild mit dem Waldecker Stern. Das zweite Siegel von 1467 zeigte das nebenstehende Wappen, das nach der Vereinigung der beiden Städte im Jahr 1500 in Gebrauch blieb. Die obere Hälfte zeigt den Heiligen Georg, den Schutzpatron der Ortskirche, die Basis den Waldecker Stern. |

Die nichtamtliche Flagge ist zweigeteilt in Grün und Weiß; das Wappen ist in der Mitte aufgelegt.

## Persönlichkeiten

### Bürgermeister
- Christian Philipp Esau (1793, 1808–1809, 1815–1828)
- Carl Engelhard (1814)
- Georg Friedrich Klapp (1829, 1831–1839, 1841–1844)
- Friedrich Ludwig Esau (1830, 1847–1849)
- Ferdinand Leonhardi (1844–1847)

### Söhne und Töchter von Mengeringhausen
- Conrad Goclenius (um 1490–1539), deutschstämmiger Professor
- Philipp Nicolai (1556–1608), Pfarrer und Liederdichter
- Arnold Langemann (1566–1620), Ministerialer des Grafenhauses Waldeck
- Friedrich Ludwig Klapp (1728–1807), Amtmann, Regierungsrat und Domänenpächter
- Johann Christoph Koch (1732–1808), Rechtswissenschaftler und Hochschullehrer
- Ernst Friedrich Ockel (1742–1816), evangelisch-lutherischer Geistlicher in Kurland
- Carl Theodor Severin (1763–1836), mecklenburgischer Landbaumeister
- Georg Friedrich Klapp (1772–1844), Lohgerber, Bürgermeister und Politiker
- Carl August Severin (1773–1833/1859), Mitglied des Landstandes des Fürstentums Waldeck
- Johann Georg Christian Daems (1774–1856), Kaufmann und Kunstsammler
- Ludwig Severin (1776–1832), Jurist, Amtmann
- Wilhelm von Le Suire (1787–1852), General und bayerischer und griechischer Kriegsminister
- Friedrich Leonhardi (1794–1837), Advokat, Regierungsprokurator und Abgeordneter im Fürstentum Waldeck
- Johann Jacob Leonhardi (1797–1831), Ökonom und Abgeordneter im Fürstentum Waldeck
- Wilhelm Engelhard (1803–1867), Jurist und Abgeordneter
- Julius Waldschmidt (1811–1900), Gutsbesitzer und Politiker
- Wilhelm Weigel (1821–1906), Drucker und Politiker, ab 1880 Bürgermeister und ab 1887 Ehrenbürger der Stadt Mengeringhausen
- Friedrich Suden (1835–1904), Gutsbesitzer und Politiker
- Friedrich Boettcher (1842–1922), von 1876 bis 1895 Reichstagsabgeordneter, 1903 Ehrenbürger von Mengeringhausen
- Albin Edelhoff (1887–1974), Maler und Graphiker
- Heinrich Sauer (1891–1952), Philosoph und Hochschullehrer
- Martin Kipp (* 1945), Universitätsprofessor für Berufspädagogik
- Werner Durth (* 1949), Architekt, Soziologe, Architekturhistoriker und Hochschullehrer
- Walter Hoffmann (* 1952), Politiker
- Raimund Kummer (* 1954), bildender Künstler, Hochschullehrer und Mitglied der Akademie der Künste